# Perma (Benin)
Perma ist ein Arrondissement im Departement Atakora in Benin. Es ist eine Verwaltungseinheit, die der Gerichtsbarkeit der Kommune Natitingou untersteht.

## Demographie
Gemäß der Volkszählung von 2013 hatte Perma 15.323 Einwohner, davon waren 7704 männlich und 7619 weiblich.

## Geographie
Das Arrondissement liegt im Nordwesten des Landes und innerhalb des Departements Atakora in dessen südlicher Hälfte.
Perma setzt sich aus 13 Dörfern zusammen:
1. Gnagnammou
2. Koka
3. Koubirgou
4. Kouètèna
5. Kounapèigou
6. Koupéico
7. Koussigou
8. Pam-pam
9. Perma Centre
10. Sinaïciré
11. Tènounkontè
12. Tèpéntè
13. Tignanpéti

## Infrastruktur
Durch Perma selbst (wie auch Pam-pam) läuft die Fernstraße RNIE3, die nordwärts nach Natitingou führt und südwärts in das Département Donga. 